# Cylindrarcturus longitelson
Cylindrarcturus longitelson är en kräftdjursart som beskrevs av Brandt 2002. Cylindrarcturus longitelson ingår i släktet Cylindrarcturus och familjen Antarcturidae. Inga underarter finns listade i Catalogue of Life.